# Jorge Valdivieso
Jorge Valdivieso (Bowen, Mendoza; 1 de abril de 1957) es un exjockey argentino. Es considerado por los medios y la gente del turf como el mejor jockey argentino de todos los tiempos.

## Trayectoria deportiva
A los 12 años se radicó con su familia en Villa Magdalena localidad de Libertad Merlo, Provincia de Buenos Aires. Inició su trayectoria el 17 de enero de 1975 en el Hipódromo de Palermo. En esa ocasión arribó segundo sobre la monta de Navideño Indio. Su primer triunfo lo consiguió el 3 de mayo de 1975 montando a Es Ramira en Palermo.
Entre los mejores caballos que corrió pueden citarse a Mat Boy (ganó en Estados Unidos el Widener Handicap (G1)y el Gulfstream Park Handicap (G1), este último en tiempo récord), Farmer, I'm Glad (ganó el Pellegrini en 1981), Fain (ganó el Pellegrini en 1986) y Refinado Tom, ganador de la Triple Corona del Turf Argentino en 1996.
Se retiró el 15 de diciembre de 2007 en el Hipódromo de San Isidro, arribando segundo en el Gran Premio Carlos Pellegrini. Desde su retiro se desempeña como entrenador de caballerizas importantes de la hípica argentina como Cal Ramon, Comalal y La Biznaga. Además, es el cuidador principal del stud haras Los Patrios.

## Triunfos
Ganó 4630 carreras (en Argentina, 1 en Brasil y 3 en Estados Unidos), incluso:
- 5 veces el Gran Premio Nacional (G1)
- 3 veces el Gran Premio Polla de Potrancas (G1)
- 2 veces el Gran Premio Polla de Potrillos (G1)
- 2 veces el Gran Premio Carlos Pellegrini (G1)
- 2 veces el Gran Premio Latinoamericano (G1)
- 2 vez el Gran Premio Jockey Club (G1)
- 2 veces el Gran Premio Dardo Rocha (G1)
- 5 veces el Gran Premio de Honor (G1)
- 2 vez el República Argentina (G1)
- Obtuvo la Triple Corona del Turf Argentino en 1996 con Refinado Tom.
- Ganó 8 Estadísticas en el Hipódromo de San Isidro: 1985, 1986, 1987, 1988, 1989, 1990, 1991 y 1992
- Ganó 5 Estadísticas en el Hipódromo de Palermo: 1987, 1988, 1989, 1990 y 1991

## Distinciones
- Ganador del Premio Carlos Pellegrini al Jockey del Año en 1984, 1985, 1986, 1987, 1988, 1989 y 2004
- Ganador del Olimpia de Plata en 1988, 1989, 1990, 1991, 1996 y 2002
- Declarado Ciudadano Ilustre de la Ciudad de Buenos Aires en 2005
- Ganador del Premio Jorge Newbery de Oro 2005